# Касиваги, Ёсукэ
Ёсукэ Касиваги (яп. 柏木 陽介 Касиваги Ё:сукэ, род. 15 декабря 1987, Кобе) — японский футболист, полузащитник клуба «Гифу» и национальной сборной Японии.

## Карьера
Выступал за молодёжную сборную Японии на чемпионате мира среди молодёжных команд 2007 года.
Дебютировал за национальную сборную Японии 6 января 2010 года в матче квалификации Кубка Азии против сборной Йемена.